# Tom Rooney
Thomas J. „Tom” Rooney (ur. 21 listopada 1970) – amerykański polityk, członek Partii Republikańskiej i kongresmen ze stanu Floryda w latach 2009-2019.